# Legian
Legian is een plaats op het Indonesische eiland Bali in de gelijknamige provincie. De plaats ligt ten noorden van Kuta en ten zuiden van Seminyak, en 6 km ten zuidwesten van het stadscentrum van Denpasar.